# 分岐学

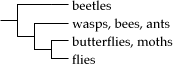
分岐ツリー図

分岐学（ぶんきがく、英語: cladistics）とは、系統学の手法のひとつ。分岐論、あるいは分類学のひとつの方法あるいは立場として分岐分類学ともいう。
分岐学は、ドイツの昆虫学者ヴィリー・ヘニッヒ（Willi Hennig）により、1950年に提唱された。
いくつかの種に共通する形質を捜し、それらを共通する祖先から受け継いだ形質と仮定し、分岐群のツリー図を作成する。この図を分岐図、ないし、クラドグラム（Cladogram）という。
実際には、複数の形質を用いて統計処理し、最節約な（想定される分岐回数がなるべく少ない）ものを最も確からしい分岐図として採用する。
現代では、分子分岐学（分子系統学）の手法も発展し、各分野で盛んに利用されている。

## 分岐分類学

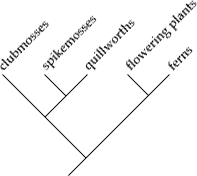
事例

伝統的な分類学（また古い系統学）では、ある目立つ形質だけを取り上げて進化の判断基準とする傾向がある。
例えば、鳥類は翼があることをもって進化段階が進んだものと考え、古い段階と考えられる爬虫類と分けている。しかし、鳥類は爬虫類の中の1つの系統（系統樹の枝）であることが明らかである。
ヘニッヒは、このように一部の形質の変化だけを恣意的に取り上げ、「進化の段階が進んだ」かのように考えるのは科学的でないとした。それに代わる方法として、できるだけ多数の形質を重み付けをせずに比較して、進化における分岐パターンを明らかにする方法を考案し、ギリシャ語の「枝」という単語からCladisticsと命名した。
分類学における分類群（タクソン）には、単一の系統からなる「単系統群」（例えば鳥類）と、大きな単系統群から一部の単系統群を除いてまとめた「側系統群」（鳥類を除いた爬虫類など）があるが、分岐学の立場では側系統群は分類群として認めるべきではなく、単系統群（分岐学ではクレード（Clade）という）のみを認めるべきだということになる（進化分類学と呼ばれる考え方では側系統群も認める）。
分岐学では、生物の種その他の群が分化する際には二叉分岐するということを基本仮定としている。これに基づいて、AとBからなるクレードは次の3種類のいずれかにより定義される（図も参照）。
- ノード（分岐点）による（node-based）クレード： AとBの最新の共通祖先と、その子孫すべてからなる。
- ステム（幹：ノードの根元にあるエッジ）による（stem-based / branch-based）クレード：AとBの最古の共通祖先の子孫すべてからなる。つまりZとの分岐点以降すべてからなり、Zのみの祖先を含まない。
- 派生形質による（apomorphy-based）クレード：AとBの共通祖先のうち、ある派生形質を持つ最新のものと、その子孫すべてからなる。

ただし。比較対象が3つ以上（A、B、C、…）ある場合、必ずしも二叉分岐したとは限らないし、現実に分岐パターンが明らかにできない（あるノードから放射状に広がったとしか言えない）ことも多い。この場合には、ノードからクラウン形に広がったものという意味で、クラウングループ（crown group）という。
ステムによるクレードから、その一部であるクラウングループを除いた群を、ステムグループ（stem group）という。この用語は便宜的に使われるが、側系統群に相当し、クレードではない。
さらに分岐分類学の考え方では、従来用いられてきた、属・科・目といった分類階層も客観的ではないとして、代わりに分岐段階に基づいて系統を特定する方法を用いている。学名に代わり分岐学的な考えで生物種を同定・命名する方法としてPhyloCode（ファイロコード）が提案されている。

## 現在の状況
現生の生物については、近年急激に発展してきた遺伝子塩基配列やアミノ酸配列を用いる分子系統学により、系統の詳細が明らかになりつつある。この方法では側系統群を定義することはできない（例えば鳥類が他の爬虫類に比較して特に大きな遺伝子変化を受けているということはない）から、これによる分類は分岐分類学的とならざるを得ない。
恐竜などの化石生物では直接分子系統学的に研究するのは不可能である。これらの系統については形態的形質を用いた分岐学に基づく研究が主流となっている。
なお分岐学では最節約原理を用いて分岐パターンを推定しているため、この方法に由来するエラーもありうる（最節約法参照）。それを避けるために様々な統計学的方法が利用されている。

## 分岐学に対する批判
分岐学（分岐分類学）と他の分類学の最大の違いは、「側系統を分類群として認めない」という原則である。この影響は非常に大きい。分岐学の原理の論理性、および、分子分類学の発展などもあり、今日、分岐分類学は分類学の中で大きな地位を占めるようになった。しかし、原則を厳密に適用しようとした場合、様々な問題があり、他の分類学や他の分野からの批判がある。
以下の問題点の中には、分岐分類学以外でも該当する事項も含まれているが、特に分岐分類学において顕著な問題になりうるものである。

### 理論上の問題

#### 種が側系統になりうること
種Aの個体群が進化して、別の種Bになることがあり得る。というより、進化の過程で種は常に他の種から分岐してできたものと考えられる。その場合、種Bは単系統だが、種Aは側系統となる。このように、分類学の基本単位である「種」が側系統になる場合があるのに、側系統を認めない分岐分類学は矛盾を孕んでいるという批判がある。
この点に対する反論としては、種階級は特別とし、その単系統性は考慮しないとする考え方がある。

#### 進化・分化の形態が分岐のみに限られること
遺伝子の水平伝播や、種間雑種による進化過程を記述する場合には、分岐は適切ではない。
また、基本的に2分岐によって分岐過程を表すため、3分岐以上の分化を排除してしまう危険性がある。またこれはカンブリア爆発や、第三紀の哺乳類・鳥類の放散のように、短期間に複数のグループが発生した過程を記述する場合にも問題となる。

### 実用上の問題

#### 分岐図が煩雑になりすぎること
分岐分類を厳密に表現しようとすれば、派生形質の数に近い数の分岐(すなわち分類)が発生すると考えられる。このため、新しく発生したグループに対しては、「あまりにも多くの階級が必要となって」「厄介」になるという問題がある。また、重要な形質による分岐とそうでない分岐が混在しているため、控えめに言っても見通しが悪い。
また、それぞれの分類群に階層を割り当てることが困難となる。分岐分類で現れる分類群には、「上目」や「亜綱」などの階層が割り当てられることがあるが、無理に当てはめたものにすぎない。これについては前述のファイロコードなどを使用する対処法がある。

#### 分類が確定できないこと
分類群が側系統であるとわかった場合、その分類群を解体し、以下の分類をやり直さなければならない。実際、昆虫類のシミ目がそのようにして解体された。
グループA、B、Cがあり、分岐の順序が((A B) C)か(A (B C))のどちらかであるとする。どちらになるかは形質や分子解析から決定されるが、どうしても不確実な部分が残る。基幹的なグループで再分類が行われた場合、影響は甚大である。また原理的に、いつまで経っても分岐図は仮説である部分を含んでいる。

#### 一般的・伝統的な分類の概念から乖離していること
分岐分類学の提示する分類は、分類学の内部もしくは生物学の内部では妥当性が承認されるとしても、生物学専門家ではない一般人から見た場合には理解が困難なことがある。
爬虫類は側系統であることが明らかなので、分岐分類学の立場では分類群にはならない。同様に魚類（魚上綱）も、四肢動物の存在により側系統なので、分岐分類学の立場では分類群にはならない。しかし、日常用語では「爬虫類」や「魚類」の意味・用法は安定しており、両者を廃止することは無理である。すなわち、「科学用語と日常用語の乖離」の問題である。
この点は、前述の「煩雑になりすぎる」こととも絡んで、図鑑や分類表を作る場合に問題になる。もし、正確に分岐分類的な図鑑があったとすれば、「分岐過程を熟知しているものしか検索できない」ような本末転倒なことになる。このため、現在でも図鑑や分類表のほとんどは、完全に分岐分類的にはなっていない。